# SZARP

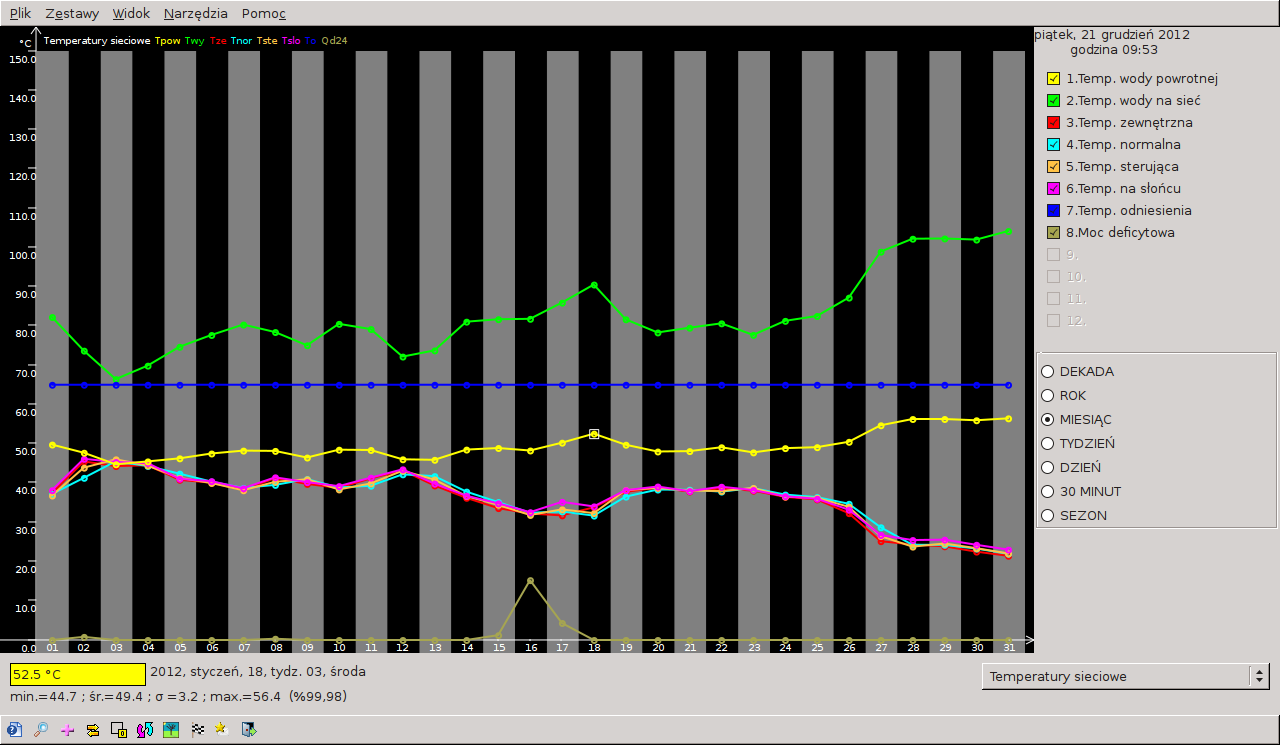
Główne okno programu Draw3

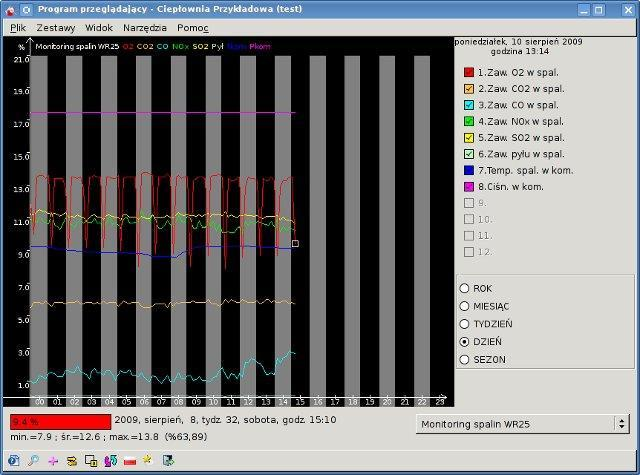
Program Draw3 przedstawiający 10-minutowe wartości średnich parametrów

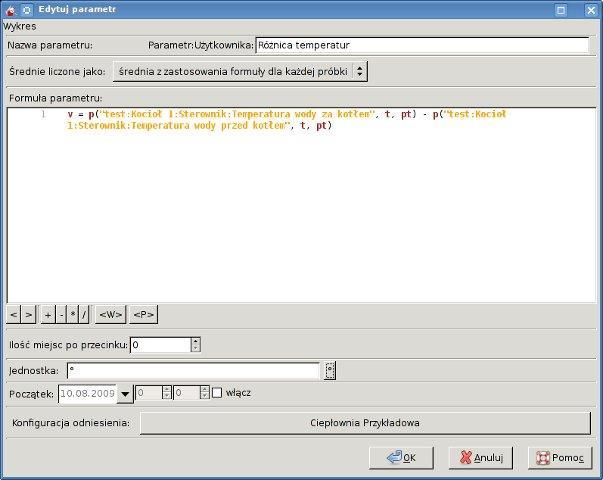
Edycja parametrów Lua w programie Draw3

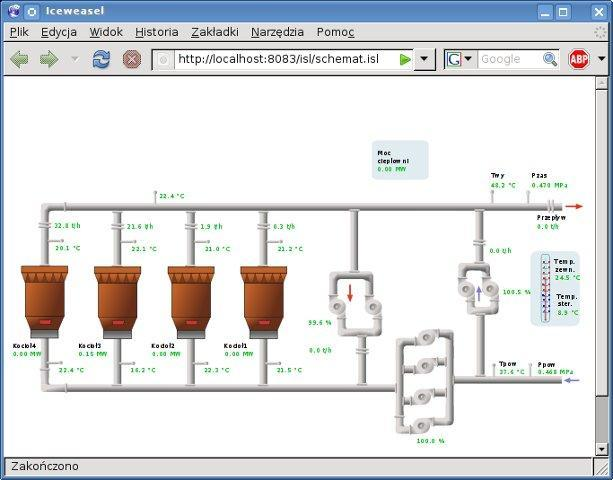
Schemat instalacji grzewczej wyświetlany w przeglądarce internetowej

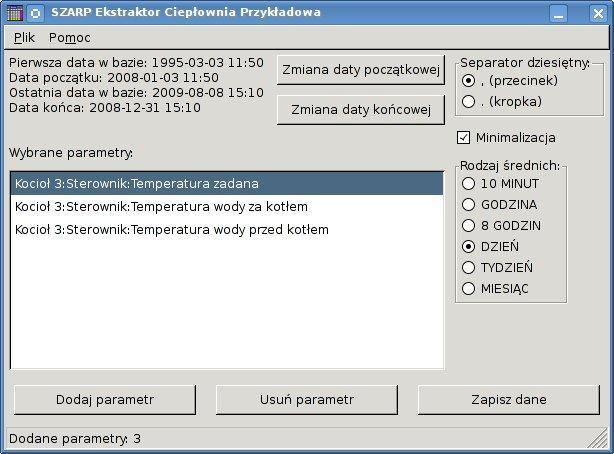
Program Ekstraktor – przesyła parametry do arkusza kalkulacyjnego

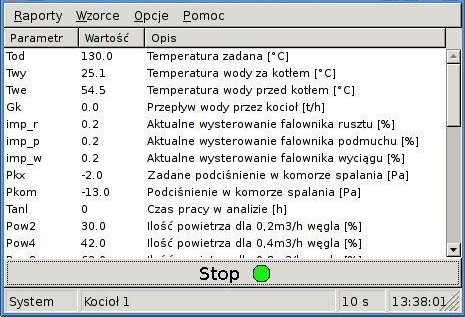
Program Raporter 3 – pokazuje aktualne wartości parametrów

SZARP (System Zbierania Archiwizacji i Prezentacji danych) – darmowe oprogramowanie klasy SCADA.
Część serwerowa, pracująca pod kontrolą systemu Linux, zbiera dane z różnego rodzaju urządzeń, np. sterowników PLC, liczników energii itp. Dane są udostępnianie za pomocą protokołu opartego na IPC oraz za pomocą HTTP programom klienckim, średnie 10-minutowe zapisywane są do plikowej bazy danych.
Programy klienckie mogą pracować zarówno pod Linuxem jak i pod Windows. Pozwalają na przeglądanie, analizę oraz eksport do formatów danych aktualnych i historycznych.

## Historia
SZARP jest rozwijany począwszy od roku 1991/1992, wolnym oprogramowaniem został w roku 2007 i wtedy też został zarejestrowany jako projekt na GitHub.
W serwisie YouTube dostępny jest film prezentujący animowaną historię systemu SZARP.

## O projekcie
SZARP jest dostępny za darmo, zgodnie z warunkami Licencji Publicznej GNU 2.0. Został zaprojektowany do nadzoru miejskich systemów ciepłowniczych. SZARP jest aktywnie rozwijany od 1991 roku.
Wspiera on kilka języków – jest dostępny po polsku, z polską dokumentacją, ale dostępne są też tłumaczenia angielskie i częściowo francuskie oraz niemieckie.
SZARP wykorzystuje serwer działający pod kontrolą Linuxa do zbierania danych z urządzeń przemysłowych. Daje możliwość dostępu do danych z dowolnego okresu czasowego oraz konstruowania nowych parametrów na podstawie danych aktualnych lub historycznych. Do operacji na danych zawiera wbudowany język skryptowy Lua. Pozwala na dostęp do danych z wykorzystaniem sieci Internet.
SZARP udostępnia programy klienckie dla platform Linux i Windows. Jest oparty na otwartych standardach.

## Cechy oprogramowania
- jest udostępniany na licencji GPL,
- serwery SZARP pracują pod kontrolą systemu Linux,
- ma modularną budowę, która może być stosowany na obiektach – od pojedynczych sterowników PLC do dużych elektrociepłowni,
- może być kompilowany na platformę i386, ale także na platformy 64-bitowe oraz architekturę ARM,
- wyposażony jest w oprogramowanie do analizowania procesów wolnozmiennych,
- posiada wbudowane mechanizmy replikacji danych, które pozwalają na podgląd danych historycznych z dowolnego komputera wyposażonego w łącze internetowe.

## Prezentacja graficzna
W serwisie YouTube dostępny jest 6-minutowy film prezentujący podstawy obsługi Programu Przeglądającego systemu SZARP. Film omawia dostępne operacje – uruchamianie programu, wybór wykresu i rodzaju średnich, nawigację po wykresach, korzystanie z pomocy.